# Gaudenz Zemp

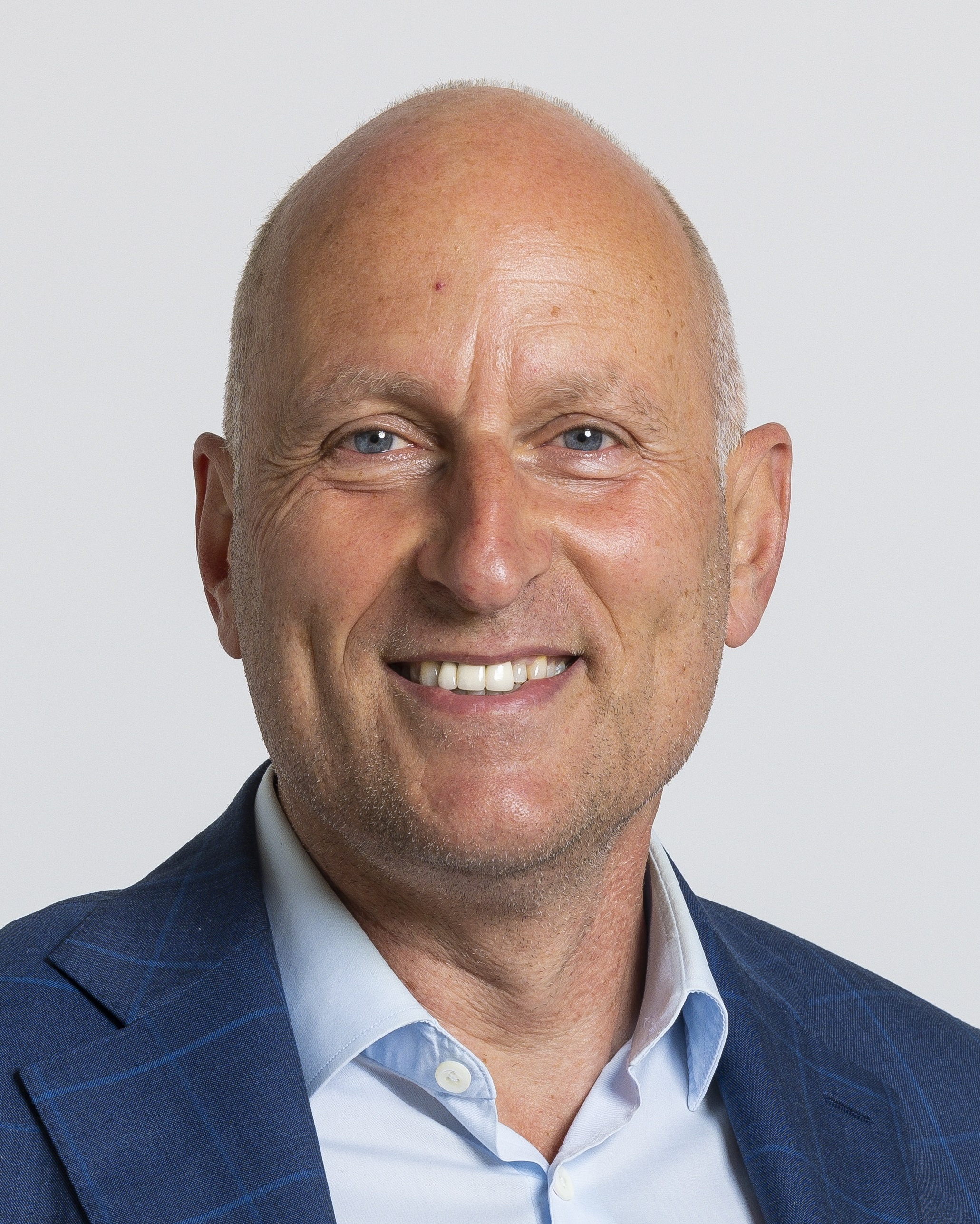
Gaudenz Zemp (2022)

Gaudenz Franz Zemp-Lüthy (* 14. Dezember 1962 in Ebikon; heimatberechtigt in Entlebuch) ist ein Schweizer Verbandsfunktionär und Politiker (FDP). Er ist seit 2014 Direktor des KMU- und Gewerbeverbandes Kanton Luzern (KGL). Seit 2015 sitzt er für die FDP im Luzerner Kantonsrat. Daneben agiert er als Präsident der Zentralschweizer Bildungsmesse und Verwaltungsrat.

## Leben
Gaudenz Zemp wuchs in Ebikon auf. Er absolvierte in Luzern das Wirtschaftsgymnasium und studierte anschliessend an der Universität Zürich Sprachen- und Medienwissenschaften. Er schloss seinen Uni-Master mit einer Arbeit über TV-Spots ab. Später folgte eine Weiterbildung zum Executive Master of Business Administration (EMBA) an der Universität Zürich. Nach dem Studium war er während zehn Jahren für internationale Kunden im Bereich Marketing und Kommunikation tätig. Es folgten zehn Jahre als Mitinhaber einer Zürcher Werbeagentur, bevor er in die Geschäftsleitung der Hochschule Luzern wechselte. Nach gut sieben Jahren übernahm er die Funktion des Direktors des KMU- und Gewerbeverbandes Kanton Luzern (KGL), des mit über 13'500 Mitgliedschaften grössten und wichtigsten Wirtschaftsverbands der Region.
2015 wurde Zemp für die FDP in den Luzerner Kantonsrat gewählt und gehört seitdem der Kommission für Erziehung, Bildung und Kultur (EBKK) an. Er ist Mitglied der Beiräte der Hochschule Luzern – Wirtschaft, Hochschule Luzern – Technik & Architektur sowie der Berufsmatura. Seit 2015 ist er Präsident der Zentralschweizer Bildungsmesse, und er engagiert sich in zwei Verwaltungsräten.
Gaudez Zemp ist verheiratet, hat zwei Söhne und eine Tochter sowie sechs Enkelkinder. Zemp ist ein Ururenkel des ersten Luzerner Bundesrates Josef Zemp. Die Familie wohnt in der Gemeinde Horw.

## Wirken
Bei seiner Tätigkeit als Direktor des KGL erarbeitete Zemp in Zusammenarbeit mit der Hochschule Luzern sowie den regionalen Berufs- und Branchenverbänden 2019 einen umfassenden Massnahmenkatalog. Darin enthalten sind diverse Massnahmen im Bereich der Berufsbildung, welche bereits umgesetzt wurden. So kann in Luzern zum Beispiel die Berufsmatura bereits in der 3. Sekundarklasse gestartet werden. Es wurde ein Berufswahlparcours eingeführt. Zudem wird inzwischen jährlich im ersten Halbjahr eine digitale Lehrstellenbörse durchgeführt.
Politisch fällt Zemp mit Vorstössen im Bildungs-, Kultur-, Mobilitäts und Wirtschaftsbereich auf. Gemäss der NZZ ist «keiner der Direktoren der kantonalen Gewerbeverbände so gut im Hochschulbereich vernetzt» wie Zemp. Dass er regelmässig anecke, nehme er in Kauf, denn gemäss der NZZ «ist er nicht in die Politik gegangen, um angenehme Botschaften zu verbreiten».

## Fussnoten
1. ↑  Gaudenz Zemp - FDP.Die Liberalen - Impressionen 1962 bis heute. Abgerufen am 8. Januar 2023.
2. ↑  Erich Aschwanden: Gaudenz Zemp: der Mann, der erfolglose Akademiker zur Kasse bitten will. In: Neue Zürcher Zeitung. 8. Februar 2022.
3. ↑  Allzeitrekord: Luzerner Kantonsratsmitglieder schreiben so viele Vorstösse wie nie. Abgerufen am 15. November 2022.
4. ↑  Freie Fahrt für Päckli-Lieferanten, Migros-Lastwagen und Güselmänner: Regierung will Wirtschaftsverkehr priorisieren. Abgerufen am 4. Oktober 2022.
5. ↑  Luzerner FDP fordert schnellere Handlungsweise bei Härtefall-Krediten. Abgerufen am 25. November 2020.
6. ↑  Luzerner FDP will Berufs- und Studienwahl an Untergymnasien stärken. Abgerufen am 10. November 2022.

| Personendaten    | Personendaten                                    |
| ---------------- | ------------------------------------------------ |
| NAME             | Zemp, Gaudenz                                    |
| ALTERNATIVNAMEN  | Zemp-Lüthy, Gaudenz Franz (vollständiger Name)   |
| KURZBESCHREIBUNG | Schweizer Verbandsfunktionär und Politiker (FDP) |
| GEBURTSDATUM     | 14. Dezember 1962                                |
| GEBURTSORT       | Ebikon                                           |